# John Stewart of Innermeath
Sir John Stewart of Innermeath and Lorne (* vor 1367; † 26. April 1421) war ein schottischer Ritter.

## Leben
Er war der ältere Sohn des Sir Robert Stewart of Innermeath aus einer Nebenlinie des Clan Stewart.
1386 heiratete er Isabella Macdougall, Tochter des Ewen MacDougall, Chief des Clan MacDougall, 5. Laird of Lorne, 7. Laird of Dunollie. Sein jüngerer Bruder Sir Robert Stewart heiratete die Schwester seiner Gattin, Janet Macdougall.
Beim Tod seines Vaters um 1388 erbte er von diesem die feudalen Herrschaften Innermeath in Perthshire und Durrisdeer in Dumfriesshire. Letztere hatte sein Vater erst 1374 erworben. Daraufhin übergab er Durrisdeer seinem Bruder Robert und erhielt von diesem dafür die ihm vom gemeinsamen Schwiegervater hinterlassene Herrschaft Lorne am Firth of Lorne in Argyll. Der Tausch wurde mit Urkunde vom 29. April 1388 von König Robert II. genehmigt.
1412 reiste er als schottischer Botschafter nach England, um über die Freilassung seiner entfernten Verwandten König Jakobs I. und Murdoch Stewart of Albany aus englischer Gefangenschaft zu verhandeln.

## Nachkommen
Aus seiner Ehe mit Isabella Macdougall hatte er vier Söhne und fünf Töchter, darunter:
- Archibald Stewart († nach 1452);
- Christian Stewart, ⚭ James Dundas of Dundas;
- Isabel Stewart, ⚭ (1) Sir William Oliphant of Aberdalgie, ⚭ (2) Sir David Murray of Tullibardine;
- Jean Stewart, ⚭ Sir David Bruce of Clackmannan;
- Sir James Stewart of Lorne († um 1448);
- Robert Stewart, 1. Lord Lorne († 1449);
- N.N. Stewart, ⚭ Allan Macdonald of Clanranald and Moidart;
- Alexander Stewart;
- N.N. Stewart, ⚭ John Melville of Raith.